# بيغي بلو
بيغي بلو (بالإنجليزية: Peggy Blow؛ بالألمانية: Peggy Blow) هي كاتبة سيناريو ومنتجة أفلام ومخرجة وممثلة ألمانية وأمريكية، ولدت في 5 يونيو 1952 في كارلسروه في ألمانيا.

## وصلات خارجية
- بيغي بلو على موقع IMDb (الإنجليزية)
- بيغي بلو على موقع قاعدة بيانات الفيلم (الإنجليزية)